# Вероломство (право)
Вероло́мство — в контексте военного права, одно из деяний, нарушающих международные законы войны.
Форма обмана, предпринятого в нарушение общепринятых норм порядочности для достижения военного превосходства. Классифицируется как военное преступление.

## Юридический аспект
Вероломство (англ. perfidy) запрещено Дополнительным протоколом № 1 к Женевским конвенциям 1949 года, а именно статьёй 37. Там же дано современное определение этого термина. В качестве примеров приводятся:
а) симулирование намерения вести переговоры под флагом перемирия или симулирование капитуляции;
б) симулирование выхода из строя вследствие ранений или болезни;
в) симулирование обладания статусом гражданского лица или некомбатанта; и
г) симулирование обладания статусом, предоставляющим защиту, путём использования знаков, эмблем или форменной одежды Организации Объединенных Наций, нейтральных государств или других государств, не являющихся сторонами, находящимися в конфликте.

## Исторические примеры
- В августе 1942 года при битве на Гуадалканале, американский патруль Гётге стал жертвой вероломства со стороны японцев. Японский прапорщик сообщил, что японские солдаты готовы сдаться, и американский патруль высадился на берег реки. Почти все 25 американских солдат были убиты из засады, несколько выживших рассказывали, как японцы калечили тела мертвых и издевались над ранеными.[3]
- В ноябре 2022 года в ходе боев за Макеевку (Луганская область) солдаты ВСУ брали в плен группу российских войск около 10 человек. Во время сдачи в плен один из российских солдат открыл огонь по украинским солдатам, ранив одного из них. В результате завязавшейся перестрелки погибли все российские военнослужащие. Генеральная прокуратура Украины начала уголовное производство по ч. 1 ст. 438 УК Украины (нарушение законов и обычаев войны). Российские СМИ обвинили украинскую сторону в намеренном расстреле российских солдат, которые сдавались в плен[4][5][6].